# Herbert Schob
Herbert Schob (12 de maio de 1915 - 5 de abril de 1981) foi um piloto alemão e ás da aviação da Luftwaffe que recebeu a Cruz de Cavaleiro da Cruz de Ferro durante a Segunda Guerra Mundial. A Cruz de Cavaleiro da Cruz de Ferro foi concedida para reconhecer a bravura extrema no campo de batalha ou liderança militar de sucesso. Durante a sua carreira, Herbert Schob foi creditado com 34 vitórias aéreas, 6 na Guerra Civil Espanhola e 28 durante a Segunda Guerra Mundial.

## Condecorações
- Cruz Espanhola em Ouro com Espadas
- Cruz de Ferro (1939) 2.ª classe e 1.ª classe
- Cruz Alemã em Ouro em 14 de abril de 1942 como Oberfeldwebel no 2. / Nachtjagdgeschwader 4[1]
- Cruz de Cavaleiro da Cruz de Ferro em 9 de junho de 1944 como Oberleutnant e piloto no II./Zerstörergeschwader 76[2] [Note 1]